# Bretingby and Wyfordby

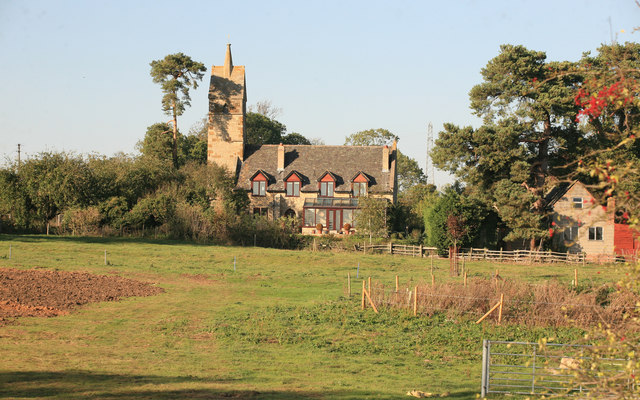
Brentingby

Bretingby and Wyfordby var en civil parish fram till 1936 när den uppgick i Freeby i grevskapet Leicestershire i England. Civil parish var belägen 4 km från Melton Mowbray och hade 86 invånare år 1931.